# William O'Rourke
William Peter O'Rourke (nacido el 6 de agosto de 2001) es un jugador de críquet de Nueva Zelanda. Un jugador de bolos medio rápido de brazo derecho, juega para el equipo de cricket de Canterbury en el cricket nacional. Hizo su debut internacional con Nueva Zelanda en diciembre de 2023, habiendo jugado anteriormente para la selección nacional sub-19.

## Vida personal
O'Rourke nació en Kingston upon Thames en Londres en 2001. Su padre, Paddy O'Rourke, jugó como lanzador rápido para Wellington entre las temporadas 1989–90 y 1991–92 y su tío, Matthew O'Rourke, jugó un solo partido senior para Auckland en 1991–92. La familia se había mudado a Inglaterra antes del nacimiento de O'Rourke y, cuando él tenía alrededor de cinco años, regresó a Nueva Zelanda y se instaló en Auckland. Jugó al cricket desde muy joven e hizo apariciones en equipos de grupos de edad de Auckland desde la temporada 2017-18 hasta la 2019-20 antes de mudarse a la Isla Sur para estudiar en la Universidad de Canterbury.

## Primeros años
En diciembre de 2019, O'Rourke fue incluido en el equipo de Nueva Zelanda para la Copa Mundial de Críquet Sub-19 de 2020. Después de impresionar para el Burnside West Christchurch University Cricket Club de su club, fue llamado al equipo 'A' de Canterbury durante la temporada 2020-21, tomando 10 terrenos para el equipo durante el Torneo Nacional Provincial A. En enero de 2021, jugó dos partidos de Twenty20 para un XI de Nueva Zelanda contra los Pakistan Shaheens en gira.

## Carrera doméstica
Después del final de la temporada 2020-21, Canterbury Cricket le otorgó a O'Rourke un primer contrato nacional. Hizo su debut en la Lista A con Canterbury el 3 de enero de 2022, jugando contra Otago en el Trofeo Ford 2021-22, antes de hacer su debut en Twenty20 el 7 de enero contra Auckland y su debut en primera clase. 20 de marzo contra Distritos Centrales.
La temporada siguiente, fue el mayor portador de terrenos de Canterbury en el Super Smash 2022-23 con 12 terrenos en diez partidos, y el equipo llegó a la final de la competencia. Fue el principal portador de terrenos del equipo en el Trofeo Ford 2022-23 con 13 terrenos en nueve partidos, incluidas cifras de 3 de 47 contra Otago, lo que ayudó a Canterbury a clasificarse para la final.
El 2 de febrero de 2024, realizó su primer recorrido de cinco terrenos en el cricket de la Lista A, contra Otago en el Trofeo Ford 2023-24. Sus cifras de bolos de 6 de 20 también fueron las segundas mejores cifras de un jugador de Canterbury en el cricket de la Lista A.

## Carrera internacional
En marzo de 2023, O'Rourke fue nombrado en el equipo A de Nueva Zelanda para su serie de primera clase contra Australia A y en diciembre de 2023 fue convocado al equipo de Nueva Zelanda por primera vez antes de un One Day International (ODI) contra Bangladesh. Hizo su debut en ODI durante la serie, convirtiéndose en el primer jugador de críquet nacido en Inglaterra en jugar para Nueva Zelanda desde Roger Twose en la década de 1990.
El mes siguiente, O'Rourke fue llamado al equipo de prueba de Nueva Zelanda para su serie contra Sudáfrica. Hizo su debut en la prueba el 13 de febrero de 2024 en el segundo partido de la serie, tomando un recorrido de cinco terrenos en la segunda entrada de Sudáfrica y terminando el partido con cifras de nueve terrenos para 93 carreras (9/93), registrando las mejores cifras de bolos de un neozelandés en su debut en la prueba.

## Estilo de juego
O'Rourke es conocido por su capacidad para generar rebote adicional gracias a su altura. Un jugador de bolos rápido que puede alcanzar velocidades de entrega de 140 kilómetros por hora (87,0 mph), su estilo de bolos ha sido comparado con el de Kyle Jamieson, otro jugador de bolos alto y rápido de Nueva Zelanda; O'Rourke ha pasado tiempo trabajando junto a Jamieson para desarrollar su enfoque en los bolos.